# Back office (logiciel)
Pour les articles homonymes, voir Back office (homonymie).
Back office était un logiciel de la société Microsoft.
La dernière version date du 28 février 2001 (sous le nom de BackOffice Server 2000). Dans les versions plus récentes de Windows, il semble avoir été remplacé par le logiciel Microsoft Small Business (sur Windows Server 2003 : version Windows Small Business Server 2003 et sur Vista, les deux versions sont Windows Vista Small Business Edition et Windows Vista Enterprise Edition).
Par dérision, pour se moquer de Microsoft, un groupe de hackers a baptisé un de ses logiciels du nom de Back Orifice.
Un Back office est un logiciel d'administration et de gestion de site web. 

## Voir
- Back office (informatique)